# 滅共の松明
『滅共の松明』は（韓国語：'멸공의 횃불'）は1975年に発表された大韓民国(韓国)の軍歌である。作詞はソ・ジョンモ、作曲はナ・ファラン。最も有名な韓国軍歌の一つであり、毎年10月1日に行われる国軍の日で演奏されている。